# Scharlachtrugschmätzer
Der Scharlachtrugschmätzer (Epthianura tricolor) ist ein australischer Singvogel aus der Familie der Honigfresser.

## Merkmale
Das Männchen ist an Scheitel, Brust und Flanken rot, an Kehle, Unterbauch und Steiß weiß, am Rücken dunkelbraun und an Nacken, Schwanz und Augenstreif schwarz gefärbt.
Das Weibchen ist oberseits hellbraun und unserseits weiß gefärbt und hat gelbbraune Flecken auf Brust und Flanken.

## Vorkommen
Der Vogel bewohnt trockene Gebiete Australiens mit geringer oder niedriger Vegetation.

## Verhalten
Die Kargheit seines Lebensraums zwingt den Scharlachtrugschmätzer häufig seinen Standort zu wechseln und über weite Strecken dorthin zu ziehen, wo nach Niederschlägen frische Vegetation sprießt. Neben Insekten, welche die Hauptnahrung sind, ernährt er sich auch vom Nektar von Wüstenblumen. Bei der Nahrungssuche bewegt er sich laufend am Boden.

## Fortpflanzung
In der Brutsaison von Juli bis Dezember baut der Vogel im Schutz der Vegetation ein tiefes Schalennest aus Gras und Zweigen, das mit Haaren und Wurzeln ausgekleidet wird.
Das Gelege aus zwei bis drei Eiern wird 14 Tage bebrütet, die Nestlingszeit dauert weitere 14 Tage.